# Santo Antônio do Itambé
Santo Antônio do Itambé este un oraș în Minas Gerais (MG), Brazilia.